# Rapala varuna
Rapala varuna är en fjärilsart som beskrevs av William Chapman Hewitson 1863. Rapala varuna ingår i släktet Rapala och familjen juvelvingar. Inga underarter finns listade.

## Bildgalleri

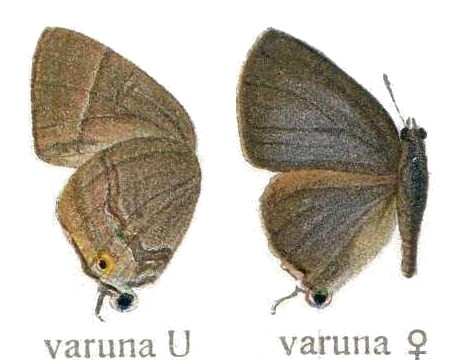